# 아이린 메치
아이린 메치 (Irene Mecchi, 1949년 9월 21일 ~ )는 미국의 텔레비전, 영화, 신문, 브로드웨이의 작가이다. 샌프란시스코 출신으로, 1992년 3월 디즈니에서 처음으로 일을 시작하였다. 단편 애니메이션 영화 리사이클 렉스의 각본을 써서 1994년 환경 미디어 상을 수상하였다. 아이린은 허브 케인의 책들을 작업하였으며, 《라이온 킹》, 《노틀담의 꼽추》, 《헤라클레스》와 같은 디즈니 영화의 각본에 협력하기도 하였다. 1998년에는 라이온 킹의 각본을 통해 협력 작가 로저 알러스와 함께 토니상 후보에 오르기도 하였다. 1999년 ABC 방송국의 TV 드라마 《애니》의 각본을 쓰기도 하였다.

## 작품
- 《메리다와 마법의 숲》 (2012년)
- 《라이온 킹 1½》 (2004년) (V) (부가 각본 요소)
- 《환타지아 2000》 (1999년) (주요 장면)
- 《애니》 (1999년) (TV) (TV 드라마)
- 《헤라클레스》 (1997년)
- 《노틀담의 꼽추》 (1996년)
- 《라이온 킹》 (1994년) (각본)
- 《리사이클 렉스》 (1992년)
- 《발레리》 (1986년) TV 시리즈 (작가)
- 《릴리 : 솔드 아웃》 (1981년) (TV)